# Cantó d'Ault
El cantó d'Ault és un cantó francès del departament del Somme, situat al districte d'Abbeville. Abasta 10 municipis i el cap és Ault.

## Municipis
- Allenay
- Ault
- Béthencourt-sur-Mer
- Friaucourt
- Méneslies
- Mers-les-Bains
- Oust-Marest
- Saint-Quentin-la-Motte-Croix-au-Bailly
- Woignarue
- Yzengremer

## Història
| Data d'elecció                           | Identitat           | Partit                     | Qualitat |
| ---------------------------------------- | ------------------- | -------------------------- | -------- |
| 1945-1949                                | Victor Flamant      | PCF                        |          |
| 1949-1957                                | Émile Quénot        | PCF                        |          |
| 1957-1973                                | Gilbert Defacques   | radical, després centrista |          |
| 1973-1992                                | Michel Couillet     | PCF                        |          |
| 1992-1998                                | Antoine de Wazières | App. UDF                   |          |
| 1998-2004                                | Guy Champion        | PCF                        |          |
| 2004-                                    | Emmanuel Maquet     | UMP                        |          |
| les dades anteriors no són pas conegudes |                     |                            |          |
|                                          |                     |                            |          |

## Demografia
| A partir de 1990: Població sense dobles comptes |